# Franz A. J. Szabo
Franz A. J. Szabo (* 4. März 1946 in Graz) ist ein österreichischer Historiker.

## Leben
Er lehrte als Professor für Geschichte und war Direktor des Wirth Instituts für österreichische und mitteleuropäische Studien an der University of Alberta. 2014 erhielt er das Große Goldene Ehrenzeichen des Landes Steiermark.

## Schriften (Auswahl)
- Kaunitz and enlightened absolutism 1753–1780. Cambridge 1994, ISBN 0-521-46690-3.
- als Herausgeber mit Charles Ingrao: The Germans and the East. West Lafayette 2008, ISBN 1-55753-443-8.
- The Seven Years War in Europe, 1756–1763. Harlow 2008, ISBN 0-582-29272-7.
- als Herausgeber mit Gary B. Cohen: Embodiments of power. Building baroque cities in Europe. New York 2008, ISBN 1-84545-433-2.